# Paul Simonon
Paul Gustave Simonon (Londres, 15 de dezembro de 1955) é um baixista britânico e co-fundador da banda britânica de punk rock The Clash.
Depois do fim do The Clash, Paul Simonon entrou para um grupo chamado Havana 3AM, que gravou somente um álbum no Japão e se separou. Posteriormente Simonon voltaria às suas raízes de artista visual, organizando várias galerias de arte. Sua relutância em voltar a tocar foi citada como a principal razão de o Clash ter sido uma das poucas bandas punks britânicas dos anos 70 que não se aproveitaram da febre de nostalgia punk que assolou o final dos anos 90 para tentar relançar a carreira. Em 2010, Paul Simonon tocou junto com Damon Albarn e seu antigo companheiro Mick Jones na banda virtual Gorillaz como integrante da formação real do grupo, fazendo as aparições ao vivo.

## Biografia
Simonon nasceu em Croydon, Surrey. Seu pai, Gustave, foi um funcionário do serviço público e sua mãe, Elaine, era uma bibliotecária. Ele cresceu na área sul de Londres, em Brixton, vivendo cerca de um ano em Siena, Itália, com a mãe e o padrasto. Antes de ingressar no The Clash, ele tinha planejado se tornar um artista e estudou na Byam Shaw School of Art, em seguida, com base em Campden St, Kensington.
Ele foi convidado a se juntar ao The Clash em 1976 pelo guitarrista Mick Jones, que planejava ensinar guitarra a Simonon. No entanto, o instrumento revelou-se difícil para Simonon, então Jones decidiu ensinar-lhe a tocar baixo em seu lugar. Simonon aprendeu suas partes de baixo por hábito de Jones nos primeiros dias da banda e ainda não sabia como tocar o baixo quando o grupo gravou pela primeira vez. Ele foi creditado como o criador do nome da banda e foi a principal responsável pelos aspectos visuais, como roupas e cenários de palco. Ele também foi imortalizado na capa do álbum duplo da banda London Calling; a imagem de Pennie Smith dele quebrando seu baixo tornou-se uma das imagens icônicas da era punk.
Paul Simonon escreveu três das canções do The Clash: "The Guns of Brixton" do London Calling, "The Crooked Beat" em Sandinista!, e o B-side "Jerk Long Time". Ele cantou "Red Dragnet Angel" de Combat Rock, mas esta canção foi escrita por Joe Strummer.
Simonon tocou baixo em quase todas as músicas do The Clash. Gravações que ele não toca no incluem: "The Magnificent Seven" e "Lightning Strikes (Not Once but Twice)" em Sandinista! (interpretado por Norman Watt-Roy), "Rock the Casbah" em Combat Rock (interpretado por Topper Headon), e 10 das 12 faixas de Cut the Crap (interpretado por Norman Watt-Roy). Muitas das faixas de Combat Rock são pensadas a ter faixas de baixo estabelecidas por Mick Jones ou o engenheiro Eddie Garcia e as primeiras gravações em Sandinista! destacam o baixo sendo tocado por Jones e Strummer, algumas mas possivelmente nem todas que Simonon mais tarde regravou uma vez que ele voltou as sessões após as filmagens de Ladies and Gentlemen, The Fabulous Stains.